# 677 (tal)
677 är det naturliga heltal som följer 676 och följs av 678.

## Matematiska egenskaper
- 677 är ett udda tal.
- 677 är ett primtal[1].
- 677 är ett defekt tal.

## Inom vetenskapen
- 677 Aaltje, en asteroid.